# Virpazar
Virpazar este un oraș din comuna Bar, Muntenegru. Conform datelor de la recensământul din 2003, orașul are 337 de locuitori (la recensământul din 1991 erau 409 de locuitori).

## Demografie
În orașul Virpazar locuiesc 247 de persoane adulte, iar vârsta medie a populației este de 35,8 de ani (34,8 la bărbați și 36,8 la femei). În localitate sunt 98 de gospodării, iar numărul mediu de membri în gospodărie este de 3,44.
Populația localității este foarte eterogenă.
|  |

| Demografie | Demografie | Demografie |
| An         | Locuitori  | Locuitori  |
| ---------- | ---------- | ---------- |
|            |            |            |
|            |            |            |
|            |            |            |
|            |            |            |
| 1948       | 223        |            |
| 1953       | 323        |            |
| 1961       | 324        |            |
| 1971       | 383        |            |
| 1981       | 412        |            |
| 1991       | 409        | 407        |
| 2003       | 349        | 337        |

| \| Componența etnică conform recensământului din 2003[2] \| Componența etnică conform recensământului din 2003[2] \| Componența etnică conform recensământului din 2003[2] \| Componența etnică conform recensământului din 2003[2] \| Componența etnică conform recensământului din 2003[2] \| \| ----------------------------------------------------- \| ----------------------------------------------------- \| ----------------------------------------------------- \| ----------------------------------------------------- \| ----------------------------------------------------- \| \| \| \| \| \| \| \| Muntenegreni \| Muntenegreni \| \| 208 \| 61,72% \| \| Sârbi \| Sârbi \| \| 106 \| 31,45% \| \| Albanezi \| Albanezi \| \| 10 \| 2,96% \| \| Croați \| Croați \| \| 1 \| 0,29% \| \| Iugoslavi \| Iugoslavi \| \| 1 \| 0,29% \| \| necunoscută \| necunoscută \| \| 5 \| 1,48% \| |              |  |     |        |
| Componența etnică conform recensământului din 2003 |              |  |     |        |
| |              |  |     |        |
| Muntenegreni | Muntenegreni |  | 208 | 61,72% |
| Sârbi | Sârbi        |  | 106 | 31,45% |
| Albanezi | Albanezi     |  | 10  | 2,96%  |
| Croați | Croați       |  | 1   | 0,29%  |
| Iugoslavi | Iugoslavi    |  | 1   | 0,29%  |
| necunoscută | necunoscută  |  | 5   | 1,48%  |